# Newbrough
Newbrough är en ort och civil parish i Storbritannien.   Den ligger i grevskapet och kommunen Northumberland i riksdelen England, i den centrala delen av landet, 400 km norr om huvudstaden London. Newbrough ligger 66 meter över havet och antalet invånare är 561.
Terrängen runt Newbrough är platt åt nordväst, men åt sydost är den kuperad. Newbrough ligger nere i en dal. Runt Newbrough är det ganska glesbefolkat, med 26 invånare per kvadratkilometer. Närmaste större samhälle är Hexham, 7,1 km sydost om Newbrough. Trakten runt Newbrough består i huvudsak av gräsmarker.